# Paramaka antonii
Paramaka antonii is een haft uit de familie Leptophlebiidae. De wetenschappelijke naam van de soort is voor het eerst geldig gepubliceerd in 2005 door Sartori.
De soort komt voor in het Neotropisch gebied.